# Horapollon
Horapollon (griechisch Ὡραπόλλων Hōrapóllōn, latinisiert Horapollo, aus Horus und Apollon) war ein spätantiker Philosoph. Er lebte im späten 5. und frühen 6. Jahrhundert. Unter dem gleichen Namen wird auch der Autor eines Werks über ägyptische Hieroglyphen geführt, das als griechische Übersetzung eines Philippos, mit dem Namen Hieroglyphica, überliefert ist und ins 5. Jahrhundert datiert wird.

## Leben
Horapollon stammte aus Ägypten, wahrscheinlich aus der Thebais, und war der Sohn eines Asklepiades, der ihn auch unterrichtete; sein Großvater war vermutlich der Grammatiker Horapollon,  der in Konstantinopel lehrte. Horapollon lehrte in Alexandria ebenfalls Grammatik, aber auch Philosophie. Da er an der paganen Religion festhielt, wurde er ein Opfer der anti-heidnischen Maßnahmen Kaiser Zenons: 484 kam es zu Übergriffen, was in Alexandria eine Spaltung der dortigen philosophischen Schule zur Folge hatte. Mehrere heidnische Philosophen konvertierten zum Christentum und verrieten heidnische Kultplätze, es kam sogar zu Kampfhandlungen.
Allerdings geschahen unabhängig von diesen Übergriffen viele Konversionen offenbar freiwillig, wie die des Paralios, eines Schülers des Horapollon, der erst nach einigem Überlegen konvertierte, nachdem er die heidnischen Kulthandlungen in Frage gestellt hatte. In der Folgezeit setzte er sich besonders eifrig für das Christentum ein. Als er sich offen zum Christentum bekannte, wurde er von heidnischen Mitschülern niedergeprügelt.
Auch Horapollon wurde in die Auseinandersetzung hineingezogen, sein Onkel Heraiskos wurde sogar ermordet. Horapollon wurde von Christen als Psychapollon (Seelenzerstörer) beschimpft, er wurde verhaftet und gefoltert. Mehrere seiner Schüler wandten sich von ihm ab. 485 übersiedelte er nach Konstantinopel, wo er weiter lehrte und zum Christentum übertrat. Der Hintergrund war eher profaner Natur: Horapollons Ehefrau hatte ihn für ihren Geliebten verlassen und dabei den Großteil seines Vermögens mitgenommen. Erhaltene Papyri belegen, dass Horapollon dafür Wiedergutmachung einklagen wollte. Tief enttäuscht wandte sich Horapollon schließlich dem Christentum zu, was angeblich Heraiskos vorher prophezeit haben sollte.
Horapollon lebte noch zur Zeit des Kaisers Anastasios I. in Konstantinopel. Oft wird ihm die Autorenschaft der Hieroglyphica zugeschrieben, doch ist dies nicht gesichert.

## Hieroglyphica
Der Text der Hieroglyphica besteht aus zwei Büchern mit insgesamt 189 Erklärungen der Hieroglyphen. Es wurde ursprünglich vermutlich in koptischer Sprache verfasst, ist aber nur in griechischer Übersetzung durch einen gewissen Philippos bekannt. 1419 wurde das Werk auf der griechischen Insel Andros entdeckt, von dem italienischen Kaufmann Cristoforo Buondelmonti 1422 nach Florenz gebracht und 1505 im Originaltext – zusammen mit den Fabeln Aesops – veröffentlicht (heute in der Biblioteca Laurenziana, Plut. 69,27). Ende des 15. Jahrhunderts wurde der Text unter den Humanisten sehr populär und war Ausgangspunkt zur Entwicklung der Renaissance-Hieroglyphik als einer ideographischen Bilderschrift. Seit dem 18. Jahrhundert wurde die Echtheit des Werks in Frage gestellt, aber zumindest das erste Buch zeugt von einer gewissen Kenntnis der Hieroglyphen, wenn auch häufig vermischt mit ausschweifenden Erklärungen und missverständlichem Symbolismus. So erscheint es sehr plausibel, dieses Werk der von ihren authentischen kulturellen Quellen weitgehend entfremdeten alten Priesterschaft Ägyptens des 5. Jahrhunderts zuzurechnen, die damals durch die kaiserliche Christianisierungspolitik unter wachsendem Druck stand, aber noch existierte. Die erste griechische Ausgabe besorgte noch Aldo Manuzio (Venedig 1505).
Der Humanist Willibald Pirckheimer beschäftigte sich intensiv mit den Hieroglyphica, 1514 folgte auf Wunsch von Kaiser Maximilian I. eine lateinische Übersetzung von ihm, zu der Albrecht Dürer Illustrationen lieferte. Dieses Werk blieb jedoch ungedruckt, einige Seiten des Originalmanuskriptes sind noch im Britischen Museum, weitere in Kopie in der Albertina in Wien vorhanden. Pirckheimer und Dürer arbeiteten zuvor auch zusammen mit Johannes Stabius an einem Druckwerk zu Ehren des Kaisers, in dem Pirckheimer Motive von Horapollon einfließen ließ. Maximilian ließ sich hier im Mittelportal der Ehrenpforte mit „alten Egyptischen Buchstaben“ darstellen.
Bis zum 18. Jahrhundert kam es zu zahlreichen Editionen und Übersetzungen, von denen die zweisprachig griechisch-französische von Kerver (Paris 1543) wegen ihrer Illustrationen hervorragt, mit denen die Hieroglyphen nach neuzeitlicher Imagination im Stil des Renaissance-Holzschnitts wiedergegeben sind.
Horapollons symbolische Erklärungen der Hieroglyphen (von denen viele eigentlich simple phonetische Zeichen waren) waren im Hellenismus weit verbreitet. Hierdurch bestärkt übernahmen die Humanisten bis zu ihrem berühmtesten Hieroglyphentheoretiker Athanasius Kircher die Ansicht, dass die Schrift des Alten Ägypten eine magische, symbolische Bilderschrift sei, so dass es bis zur Auffindung des Steins von Rosette dauerte, mit dessen Hilfe Jean-François Champollion die Hieroglyphen entziffern konnte.
Badouin Van de Walle und Joseph Vergote konnten in ihrer Ausgabe von 1943 den Nachweis erbringen, dass Horapollon eine Vielzahl von echten Hieroglyphen tradiert hatte, auch wenn deren symbolische Ausdeutung an der semiotischen Eigenart der meisten von ihm dargestellten Hieroglyphen vorbeiging.
Der zweite Teil des zweiten Buches behandelt Tiersymbolik und Allegorien abgeleitet von Aristoteles, Aelianus, Plinius und Artemidor, und stellen vermutlich ein Anhängsel des griechischen Autors Philippos dar, der in der Einleitung behauptet, dieses Werk aus dem Ägyptischen (dem Koptischen also) in das Griechische übersetzt zu haben.
Frühneuzeitliche Ausgaben und Übersetzungen (eine ausführliche Beschreibung der Ausgaben des 16. Jahrhunderts findet sich bei Wolkenhauer 2021):
- Aldus Manutius, Venedig 1505, Digitalisat
- eine lateinische Version wurde von Willibald Pirckheimer 1512 auf Betreiben Kaiser Maximilian I begonnen. (MS. Vienna, Nationalbibliothek, ed. Karl Giehlow 1915)
- Bernardino Trebazio, Augsburg 1515 (erste lateinische Ausgabe), Reprint Basel 1518, Paris 1530, Basel 1534, Venice 1538, Lyon 1542, Lyon 1626
- Pierre Vidoue, Paris 1521
- Filippo Fasianino, Bologna 1517 (2. lateinische Übersetzung), Digitalisat
- Handschrift von Nostradamus, 1540, hrsg. Pierre Rollet 1968
- Kerver, Paris 1543 (erste französische und erste illustrierte Version), Digitalisat
- Gabriele Giolito de’ Ferrari, Venedig 1547 (erste italienische Übersetzung)
- Jacques Kerver, Paris 1548 (griechisch mit lateinischer Version von Jean Mercier), neue Auflage von Mercier in 1551, Digitalisat
- Jacques Kerver, Paris 1553 (Merciers lateinische Übersetzung von 1548 mit französischer Ausgabe)
- Heinrich Petri, Basel 1554 (erste deutsche Übersetzung), Digitalisat
- Antonio Sanahuja, Valenzia 1556
- Galliot du Pré, Paris 1574
- David Höschel, Augsburg 1595 (basiert auf der Handschrift Monacensis graec. 419 aus Augsburg). Wiederaufgelegt in Augsburg 1606, als Bestandteil eines Werkes von Pierio Valeriano (Hieroglyphica, sive de sacris Aegyptiorum aliarumque gentium literis commentarii) in Frankfurt 1614 (Digitalisat, Universität Heidelberg), Leipzig 1626 (lateinisch), Köln 1631, Frankfurt 1678 (Digitalisat, Universität Mannheim)
- Aloisii Zanetti, Rom 1597
- Nicolas Caussin, Paris 1618: Electorum symbolorum et parabolarum historicarum syntagmata, griechisch und latein.,  wiederaufgelegt als De symbolica Aegyptiorum sapientiae Köln 1622, 1631, 1654, Paris 1634, 1647.
- M. L. Charlois, Utrecht 1727
- Musier, Amsterdam, Paris 1779 (französische Übersetzung von Martin Requier)

## Ausgaben und Übersetzungen
- Francesco Sbordone, Neapel 1940.
- Badouin Van de Walle, Joseph Vergote, Brussels 1943 (französisch).
- Franz Boas, New York 1950 (englisch), Neudruck 1993.
- Rizzoli, Mailand 1996.
- Heinz Josef Thissen: Des Niloten Horapollon Hieroglyphenbuch. K. G. Saur, München 2001.
- Helge Weingärtner: Horapollo. Zwei Bücher über die Hieroglyphen. In der lateinischen Übersetzung von Jean Mercier nach der Ausgabe Paris 1548. Hrsg. v. Thomas Specht. (= Kleine Reihe für Kunst, Kunstwissenschaft und Kultur. Band 3). Specht, Erlangen 2005, ISBN 3-925325-08-5.